# 1992 OM8
1992 OM8 är en asteroid i huvudbältet som upptäcktes den 22 juli 1992 av den belgiske astronomen Henri Debehogne och den spanske astronomen Álvaro López-García vid La Silla-observatoriet.
Den har den diameter på ungefär 3 kilometer.